# Castrillo de Onielo
Castrillo de Onielo (früher: Castrillo de la Peña) ist ein nordspanisches Dorf und eine Gemeinde (municipio) mit 91 Einwohnern (Stand: 2024) in der Provinz Palencia in der Autonomen Gemeinschaft Kastilien-León. 

## Lage und Klima
Castrillo de Onielo liegt in der Region Tierra de Campos auf der kastilischen Hochebene in einer Höhe von ca. 825 m. Die Provinzhauptstadt Palencia befindet sich mit ihrem Stadtzentrum etwa 25 Kilometer (Fahrtstrecke) nordwestlich.
Das Klima im Winter ist durchaus kalt, im Sommer dagegen warm bis heiß; die eher spärlichen Regenfälle (ca. 539 mm/Jahr) fallen überwiegend im Winterhalbjahr.

## Bevölkerungsentwicklung
| Jahr      | 1970 | 1981 | 1991 | 2001 | 2011 | 2021 |
| Einwohner | 316  | 231  | 215  | 167  | 120  | 102  |

## Sehenswürdigkeiten

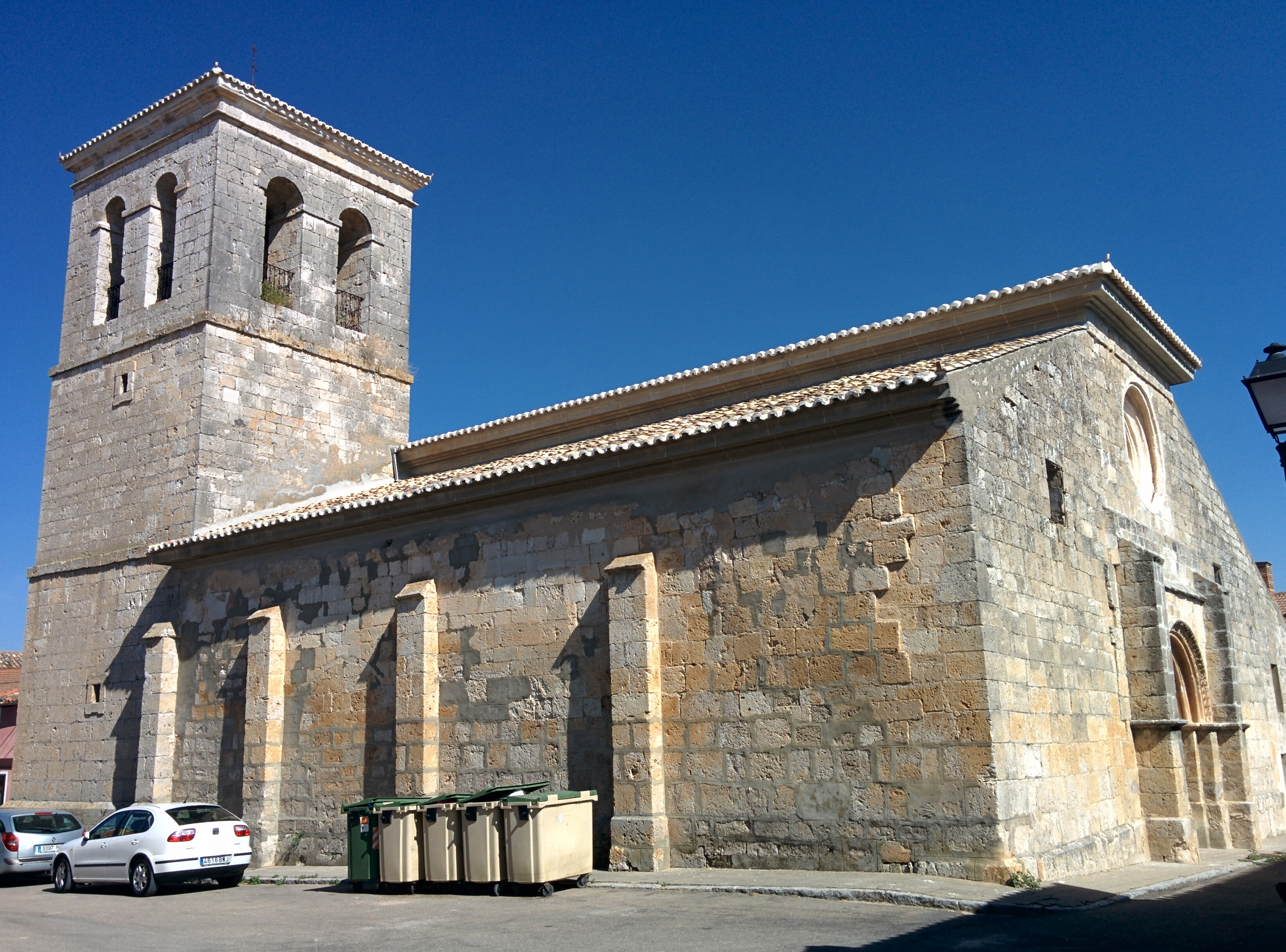
Marienkirche
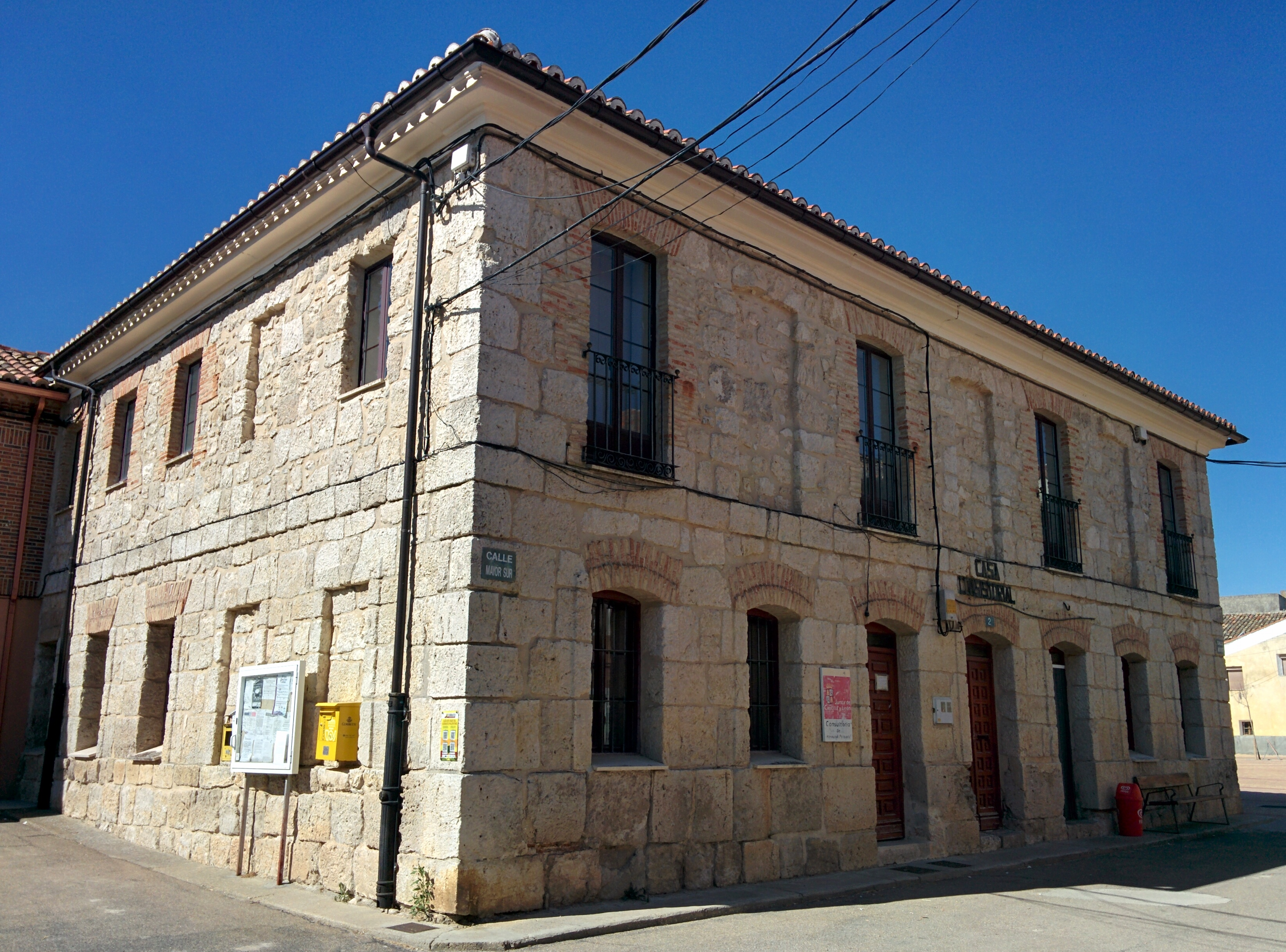
Rathaus

- Marienkirche
- Rathaus